# Wilhelm Schellhorn-Wallbillich
Wilhelm Schellhorn-Wallbillich (* 13. Mai 1848 in Forst; † 22. Mai 1909 ebenda) war Weingutbesitzer und Mitglied des Deutschen Reichstags.

## Leben
Schellhorn-Wallbillich besuchte von 1860 bis 1867 das Gymnasium in Mannheim, 1867/68 die Universität Heidelberg und 1869/70 die Universität Halle. Seit 1871 bewirtschaftete er sein Weingut in Forst. Von 1887 bis 1900 war er Bürgermeister in Forst, seit 1888 Mitglied des Landrats der Pfalz in Speyer und Mitglied des landwirtschaftlichen Kreisausschusses der Pfalz.
Ab 1903 war er Mitglied des Deutschen Reichstags für den Wahlkreis Pfalz 2 Landau, Neustadt an der Haardt und die Nationalliberale Partei. Sein Mandat endete mit seinem Tode.
Sein Weingut erbte nach seinem Tode sein Neffe Franz Eberhard Buhl.